# 202599 Harkányi
202599 Harkányi è un asteroide della fascia principale. Scoperto nel 2006, presenta un'orbita caratterizzata da un semiasse maggiore pari a 2,4711314 au e da un'eccentricità di 0,1495587, inclinata di 5,31233° rispetto all'eclittica.